# Notatki Entomologiczne
Notatki Entomologiczne – kwartalnik wydawany przez Wydawnictwo Mantis w Olsztynie, ISSN 1509-9709, w latach 2000–2002. Ukazało się 10 zeszytów. Pismo czarno-białe z kolorowymi wkładkami. Zamieszczało artykuły popularne, informacje i notatki faunistyczne dotyczące owadów.

## Redakcja
- redaktor naczelny – Piotr Węgrzynowicz (Muzeum i Instytut Zoologii PAN), Stanisław Czachorowski (Uniwersytet Warmińsko-Mazurski), Jerzy M. Gutowski (Instytut Badawczy Leśnictwa, Białowieża), Jarosław Kania (Uniwersytet Wrocławski).
- Wydawca – Andrzej Jadwiszczak.